# 扎里奇涅 (日達喬夫區)
49°12′38″N 24°12′21″E / 49.21056°N 24.20583°E
扎里奇涅（烏克蘭語：Зарічне），是烏克蘭西部的村莊，隸屬利維夫州的斯特雷區。該村處於斯維恰河畔，始建於1515年，面積1.47平方公里，海拔高度281米，2001年人口740。